# Erika-Heß-Eisstadion

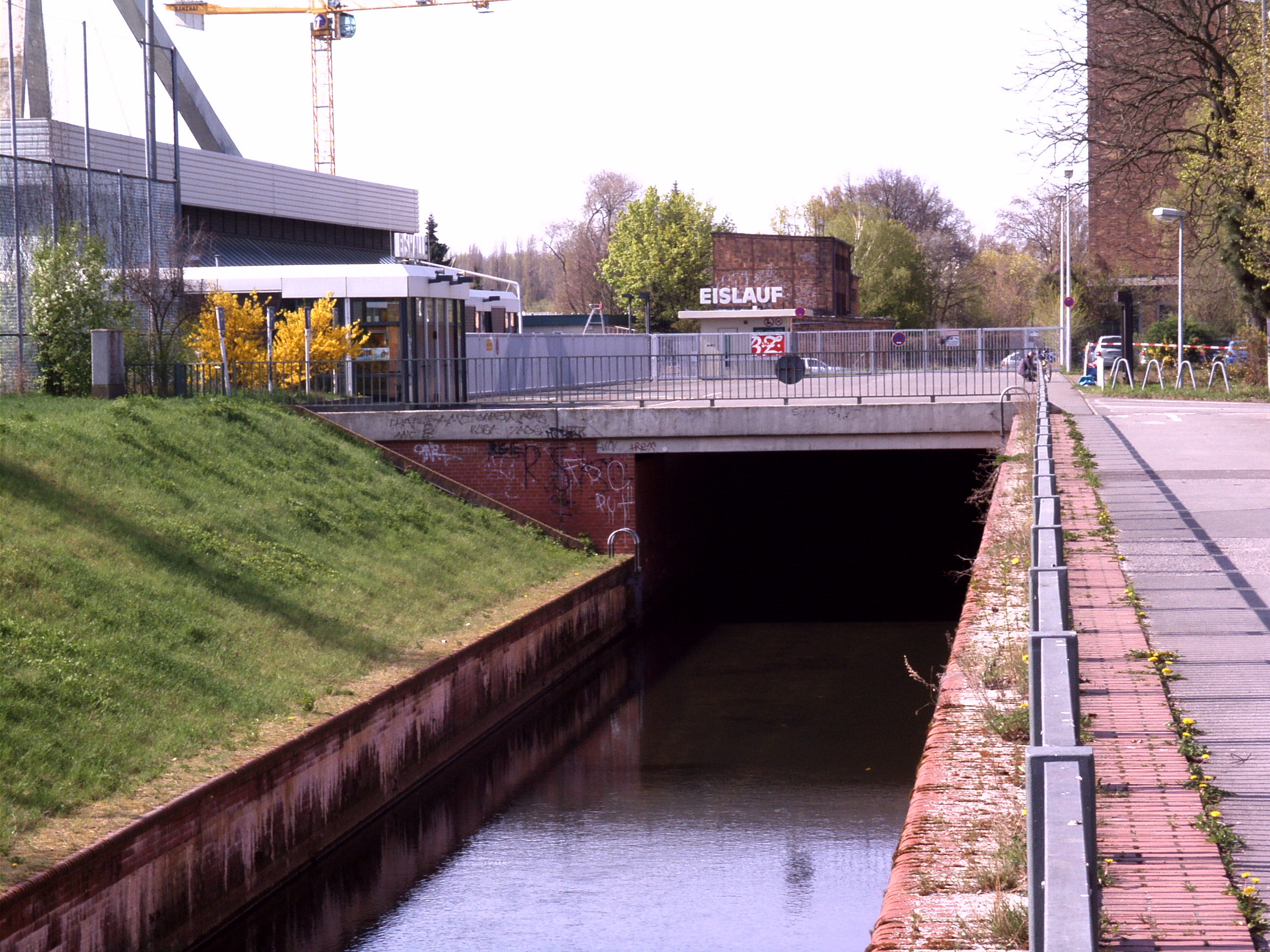
Hinter dem Pankekanal: ein Teil des Eislaufstadions

Das Erika-Heß-Eisstadion ist die drittgrößte Eissporthalle Berlins. Sie wurde im Jahr 1967 fertiggestellt und ist die Heimstätte des Berliner Eishockeyvereins FASS Berlin, der seit 1972 im umgangssprachlich genannten Erika Heß spielt. Das zunächst an allen Seiten offene, überdachte Eisstadion Wedding, das ausschließlich dem Eissport diente, wurde 1982/83 zu einer Mehrzweckhalle umgebaut. 1987 erfolgte die Umbenennung zu Ehren der ehemaligen Weddinger Bezirksbürgermeisterin Erika Heß.
Sie befindet sich im Berliner Ortsteil Wedding und steht unter der Verwaltung des Bezirks Mitte. Wegen der konzeptionellen Auslegung als Mehrzweckhalle finden dort auch andere Veranstaltungen (Eiskunstlauf, Eisstockschießen, Hallenfußball, Tierschauen) statt.
Zum Eisstadion gehört auch eine zweite Eisfläche außerhalb des Stadions, die für den freien Publikumsverkehr geöffnet ist.
Bis zur Fertigstellung der Eissporthalle an der Jafféstraße 1973 nutzte auch der Berliner Schlittschuhclub teilweise das Eisstadion Wedding, da der Sportpalast nicht mehr zeitgemäß und die Deutschlandhalle oft anderweitig belegt war. Nach dem Abriss der Deutschlandhalle nutze der ECC Preussen Juniors das Erika-Heß-Eisstadion übergangsweise für seine Heimspiele in der Saison 2009/10. Trainingseinheiten trug der Verein auch im Hangar 3 des Flughafens Berlin-Tempelhof aus. Zur Folgesaison wurde der Hangar mit kleinen Tribünen ausgestattet, sodass der ECC Preussen nun auch seine Heimspiele dort austragen konnte, bis 2012 die Eissporthalle Charlottenburg fertiggestellt wurde.
Im Rahmen der Bekämpfung der COVID-19-Pandemie in Deutschland wurde im Eisstadion ein Corona-Impfzentrum für den Impfstoff mRNA-1273 von Moderna eingerichtet. Dieses war vom 14. Januar bis zum 31. August 2021 in Betrieb.
Zur Saison 2021/22 öffnete das Stadion wieder für den Eissport. Seither wurde es jedoch mehrfach wegen Defekten geschlossen. Im März 2022 kam es wegen eines Defekts der Kühlanlage zur Schließung, während die Playoffs der Regionalliga noch liefen. In der Eishockey-Saison 2022/23 stand das Stadion durchgehend zur Verfügung, bevor es im März 2023 erneut wegen der Kühlanlage geschlossen wurde. Im nächsten Winter erfolgte die Öffnung erst im Dezember 2023. Im Winter 2024/25 war die Eishalle lediglich für knapp zwei Wochen nutzbar. Bis zur Öffnung am 4. Januar 2025 wurde das Dach saniert, danach war es erneut ein Defekt der veralteten Kühlanlage, der zur Schließung am 20. Januar führte. Die Außenfläche wurde im Januar 2023 vorzeitig geschlossen und bis einschließlich Winter 2024/25 nicht mehr geöffnet.

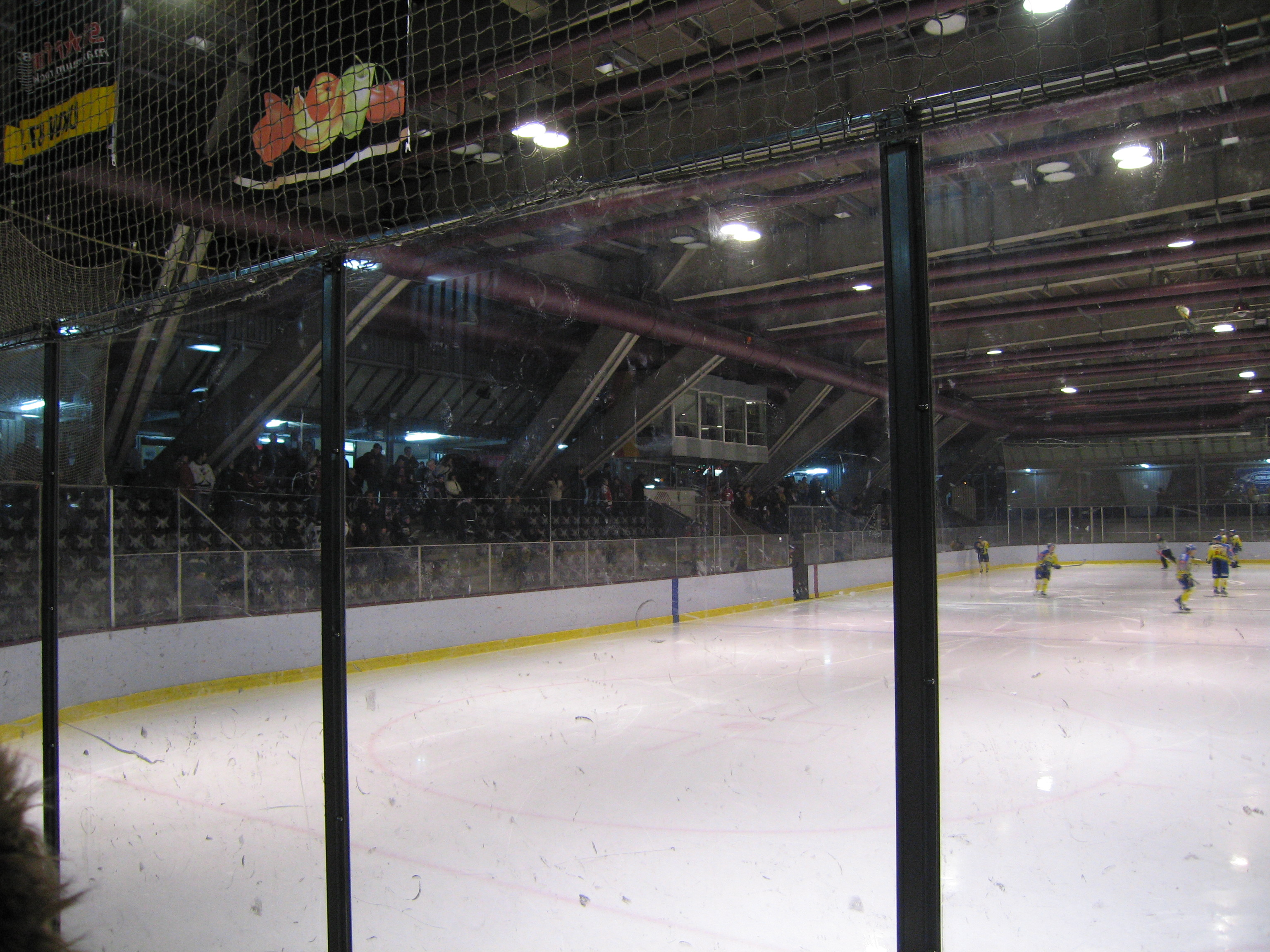
Blick auf die Gegentribüne der Eishalle
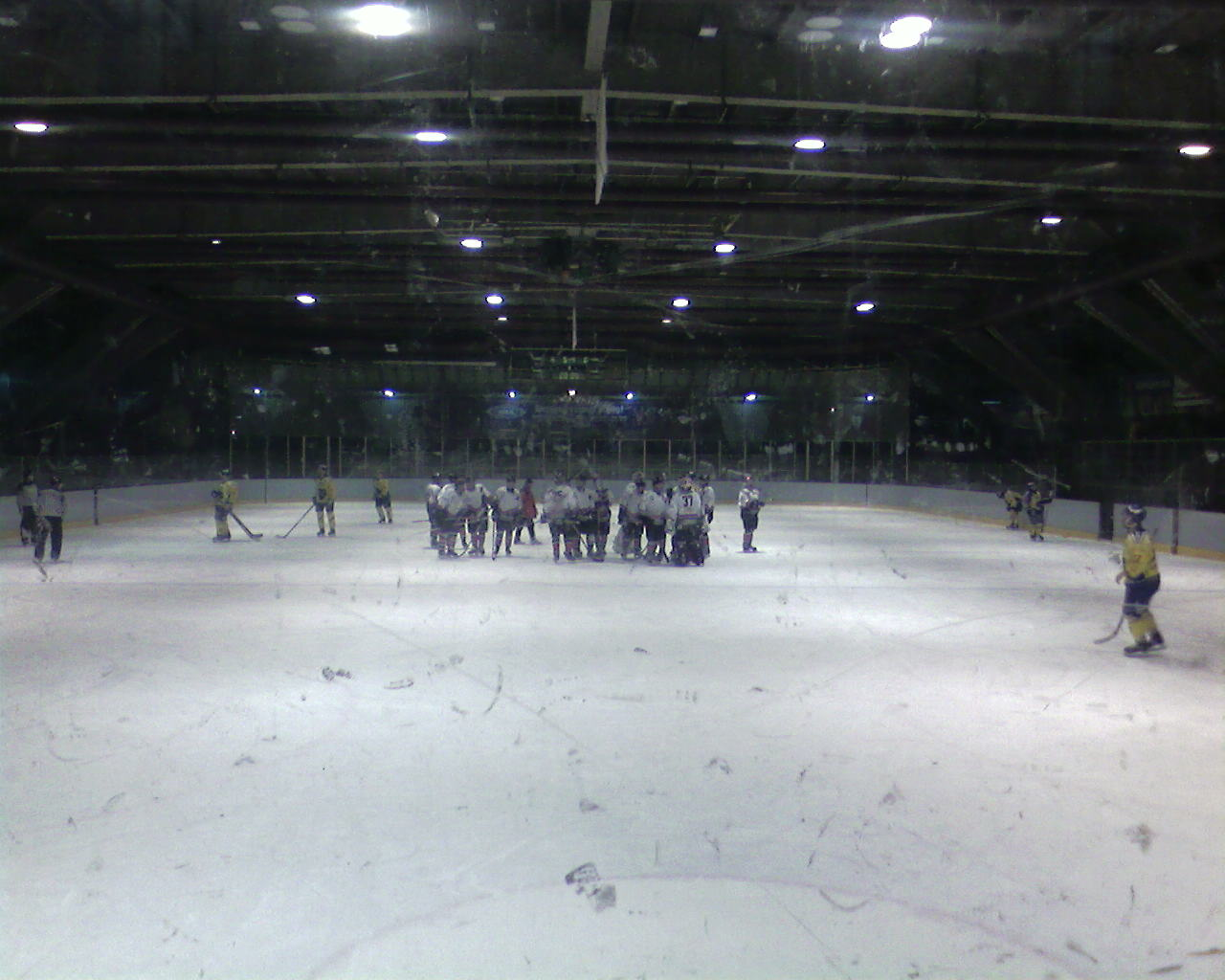
Blick auf die Eisfläche durch das Plexiglas